# Andrew V. McLaglen
Andrew Victor McLaglen (n. 28 iulie 1920, Londra, Regatul Unit al Marii Britanii și Irlandei – d. 30 august 2014, Friday Harbor⁠(d), Washington, SUA) a fost un regizor de film și de televiziune american de origine britanică, cunoscut pentru regia unor filme Western și/sau de aventuri, de multe ori jucate de vedete ca John Wayne sau James Stewart.

## Filmografie

### Filme regizate
- Man in the Vault (1956)
- Împușcă omul (1956)
- The Abductors (1957)
- Freckles (1960)
- Micuțul păstor din împărăția cerului (1961)
- McLintock! (1963)
- Departe de război! (1965)
- Rasa rară (1966)
- Monkeys, Go Home! (1967)
- Drumul spre Vest (1967)
- Balada lui Josie (1967)
- Brigada diavolului (1968)
- Banduliera! (1968)
- Luptătorii infernului (1968)
- Neînvinșii (1969)
- Chisum (1970)
- Încă un tren de jefuit (1971)
- Parada proștilor (1971)
- Ceva măreț (1971)
- Șeriful Cahill (1973)
- Stowaway to the Moon (1975)
- Mitchell (1975)
- Banjo Hackett: Roamin' Free (1976)
- Ultima urmărire (1976)
- Murder at the World Series (1977)
- Gâștele sălbatice (1978)
- Aventuri în Marea Nordului (1979)
- Sergent Steiner - Crucea de Fier, partea a 2a (1979)
- Lupii de mare (1980)
- Călăreții umbrei (1982)
- Sahara (1983)
- Travis McGee (1983) (TV)
- Duzina mizerabilă: misiunea următoare (1985)
- Retur de la râul Kwai (1989)
- Eye of the Widow (1991)

### Emisiuni TV regizate
- Gunsmoke — 96 episoade (1956–1965)
- Have Gun – Will Travel — 116 episoade (1957–1963)
- Perry Mason — 7 episoade — (1958–1960)
- Rawhide — 6 episoade(1959–1962)
- Gunslinger — 5 episoade(1961)
- The Virginian — episodul — Smile of a Dragon (1964)
- Wagon Train — episodul — The Silver Lady (1965)
- The Wonderful World of Disney — 5 episoade (1970–1978)
- Banacek — episodul — The Three Million Dollar Piracy (1973)
- Amy Prentiss — episodul — The Desperate World of Jane Doe (1974)
- Hec Ramsey — episodul — Scar Tissue (1974)
- Banacek — episodul — Rocket to Oblivion (1974)
- The Blue and the Gray — episoade — Chapter One Parts 1–3 (1982)